# Saint-Léger-du-Bourg-Denis
Saint-Léger-du-Bourg-Denis is een gemeente in het Franse departement Seine-Maritime (regio Normandië) en telt 3124 inwoners (1999). De plaats maakt deel uit van het arrondissement Rouen.

## Geografie
De oppervlakte van Saint-Léger-du-Bourg-Denis bedraagt 2,8 km², de bevolkingsdichtheid is 1115,7 inwoners per km².
De onderstaande kaart toont de ligging van Saint-Léger-du-Bourg-Denis met de belangrijkste infrastructuur en aangrenzende gemeenten.

## Demografie
Onderstaande figuur toont het verloop van het inwonertal (bron: INSEE-tellingen).